# Eresfjord
De Eresfjord is een 10 km lange fjord in de gemeente Molde in de Noorse provincie Møre og Romsdal.
Het is een arm van de Langfjord, die aan het einde van de voorgaande in zuidelijke richting verderloopt. De fjord begint tussen de plaatsjes Eidsvåg op de westelijke en  Boggestranda op de oostelijke oever, en eindigt bij het plaatsje Eresfjorden, bij de monding van de rivier Eira, die water aanvoert uit het Eikesdalmeer. 
De fjord is over het land bereikbaar via de Fylkesvei 660 (provinciale weg 660), die langs de oostelijke oever van de fjord leidt.
De westelijke oever is zeer bergachtig, met pieken tot net iets meer dan 1000 m boven de zeespiegel.